# Byron Lee & the Dragonaires
Byron Lee & the Dragonaires was een Jamaicaanse ska, calypso en socaband.

## Geschiedenis
De band werd oorspronkelijk opgericht rondom 1950 door Byron Lee en diens vriend Carl Brady. De naam was afkomstig van het St. Georges College footballteam, waar ze voor speelden. De band speelde oorspronkelijk mento en voerde hun eerste shows op in de gemeenschappelijke ruimte van het college om hun overwinningen van het team te vieren. Na een paar jaar te hebben gespeeld op feestjes, verjaardagen en huwelijken, besloot Lee om het professioneel aan te pakken. In 1956 kregen The Dragonaires een voorziening in het Jamaicaanse hotelcircuit, speelden onder hun eigen naam en nodigden ook Amerikaanse sterren uit, waaronder Harry Belafonte, Chuck Berry, The Drifters, Sam Cooke en Fats Domino. The Dragonaires gingen er prat op, dat ze in staat waren om elke muziekstijl te spelen, hun eigen repertoire inclusief covers van Amerikaanse pop- en r&b hits. Ze pasten zich snel aan toen de ska populair werd.
De band nam hun debuutsingle Dumplin's op in 1959 in de WIRL-studio's, die eigendom waren van de toekomstige premier Edward Seaga en die ook hun bandmanager werd. De single werd uitgebracht onder het eigen label Dragons Breath in Jamaica en was de tweede publicatie bij Blue Beat Records in het Verenigd Koninkrijk. Het was ongebruikelijk voor een Jamaicaanse single om een elektrisch orgel en een Fender-bas te gebruiken, die Lee had gekocht tijdens een bezoek aan de Verenigde Staten. Het instrument werd nooit eerder op het eiland gezien. Lee en Seaga realiseerden zich beiden dat ska de muziek was om Jamaica te voorzien van een muzikale identiteit, die de heerschappij van de Amerikaanse r&b kon doorbreken. The Dragonaires waren een van de eerste ska-bands van de vroege jaren 1960, die singles als Fireflies, Mash! Mr Lee, Joy Ride en een skaversie van Over the Rainbow uitbrachten, zowel onder hun eigen naam als The Ska Kings. In 1961 kreeg de band een enorme kans toen ze werden gevraagd als hotelband in de eerste James Bond-film Dr. No. De band speelde diverse songs in de film, terwijl de opnamen feitelijk werden gemaakt door de gitarist Ernest Ranglin. In 1964 was de band vertegenwoordigd in het programma This is Ska!, naast Jimmy Cliff, Prince Buster en Toots & the Maytals.
De band kreeg een andere grote stimulans toen ze werden geselecteerd door Seaga, daarna door de bestuurder van het eiland voor Social Welfare and Economic Development, in 1964 naar de New York Worlds Fair en om op te treden als achtergrondband voor een zoektocht naar Jamaicaans talent, inclusief Jimmy Cliff, Prince Buster en Millie Small. Het uitstapje werd geen groot succes, omdat The Dragonaires niet klikten met de andere artiesten. Beseffende dat hun inbreng van ska tanende was, stuurde Lee de band in een nieuwe richting van de calypso en toerde door Trinidad en Tobago in 1963 en 1964. Ook werkte de band mee aan het instrumentale deel van Only a Fool (1966) van Mighty Sparrow. Lee's betrekking met Atlantic Records leidde tot het uitbrengen van Dragonaires-platen in de Verenigde Staten, inclusief de twee albums Jump Up en Jamaican Ska, waarop The Dragonaires kozen voor favorieten als The Blues Busters, The Charmers, The Maytals, Stranger Cole, Ken Boothe en Patsy Todd. De band richtte zich ook op de internationale rocksteadymarkt met albums met hoofdzakelijk coverversies als Rock Steady Beat en Rock Steady '67. Voor zover probeerde Atlantic Records om het album Jamaican Ska een duwtje in de goede richting te geven door gebruik te maken van houseproducent en geluidstechnicus Tom Dowd, die alle grote singles van Aretha Franklin had geproduceerd. Ter aanvulling werd de naam Dragonaires op het album hernoemd naar The Ska Kings. Ongelukkigerwijze, ondanks Atlantics grote inspanningen, werd het album Jamaican Ska een grote miskleun in de Verenigde Staten, terwijl de single Jamaica Ska een top 30-single werd in Canada.
Lee kocht de WIRL-studio's van Seaga en veranderde de naam in Dynamic Sounds Recording Co., waar The Dragonaires uiteraard opnamen, gebruikmakend van de voortreffelijke voorzieningen om een reeks goed geproduceerde albums op te nemen gedurende de late jaren 1960 en de vroege jaren 1970, die vaak  coverversies bevatten, gericht op toeristen. Ze namen een reeks reggae-albums op tijdens de vroege jaren 1970. Terug in Jamaica had Dynamic een groter vermogen gekregen dan ooit en investeerde in de presentatie van Jamaicaans talent op vinyl, zoals Toots & the Maytals, Eric Donaldson, John Holt, Barry Biggs, Freddie McKay, Tommy McCook en Max Romeo, uitgebracht op imprints als Jaguar, Panther, Afrik en Dragon.
In 1974 speelde de band tijdens het carnaval in Trinidad en Tobago voor de eerste keer na lange tijd en nog in hetzelfde jaar brachten ze het album Carnival in Trinidad uit. Ze wilden reggae- en carnaval-georiënteerde albums uitbrengen tijdens de jaren 1970 en in 1975 realiseerden ze een ander genre met het album Disco Reggae, uitgebracht door Mercury Records. De band speelde tijdens het Reggae Sunsplash-festival in 1978 en 1979 en was een van de belangrijkste achtergrondbands in 1982. Ze traden ook op in 1984 en 1990.
Vanaf 1979 was het eindproduct van The Dragonaires volledig geconcentreerd op calypso, soca en mas, regelmatig opgevoerd tijdens de carnaval in Trinidad en Tobago en ook tijdens tournees in de Caraïben en Noord-Amerika. Tijdens de jaren 1990 waren ze ook vaste gasten tijdens het Jamaicaanse carnaval en hun Dance Hall Soca-hit met Admiral Bailey werd vermeld als start van de ragga-soca hysterie van de late jaren 1990.
De band ging verder op tournee, laatst nog spelend met Kevin Lyttle bij de openingsceremonie van de Cricket World Cup 2007.

## Overlijden
Byron Lee overleed op 4 november 2008 op 73-jarige leeftijd aan de gevolgen van kanker.

## Discografie

### Albums
- Come Fly With Lee (1962)
- The Sound of Jamaica (1963)
- First Class With Lee (1964)
- Caribbean Joyride (1964)
- Jump Up (1964)
- Christmas Party Time (1966)
- Rock Steady '67 (1967)
- Rock Steady Beat (1967)
- People Get Ready, This is Rock Steady (1967)
- Rock Steady Intensified (1968)
- Reggay With Byron Lee (1968)
- The Many Moods of Lee (1968)
- Reggay Blast Off (1969)
- Reggay Eyes (1969)
- Tighten Up (1969)
- Goin' Places (1970)
- Reggay Splash Down (1971)
- Reggay Hot Cool and Easy (1972)

- Reggay Roun' The World (1973)
- Reggae Fever (1974)
- Dancing Is Forever (1974)
- Carnival In Trinidad (1974)
- The Midas Touch (1974)
- Carnival 75 (1975)
- Disco Reggae (1975)
- Reggay International (1976)
- Six Million Dollar Man (1976)
- This Is Carnival (1976)
- Art of Mas (1977)
- Jamaica's Golden Hits (1977)
- More Carnival (1978)
- Reggae Hits (1978)
- Carnival Experience (1979)
- Soca Carnival (1980)
- Carnival '81 (1981)
- Byron 1982 (1982)

- Soft Lee Vol 1 (1983)
- Soul Ska (1983)
- Carnival City '83 (1983)
- Original Rock Steady Hits (1984)
- Jamaica's Golden Hits Vol 2 (1984)
- Heat In De Place (1984)
- Christmas In the Tropics (1984)
- Wine Miss Tiny (1985)
- Soca Girl (1986)
- Soca Thunder (1987)
- De Music Hot Mama (1988)
- Soca Bacchanal (1989)
- Jamaica Carnival '90 (1990)
- Carnival Fever (1991)
- Wine Down (1992)
- Dance Hall Soca (1993)
- Soca Butterfly (1994)
- Soca Tatie (1995)

- Soca Engine (1996)
- Soca Greatest Hits (1997)
- Trinidad Tobago Carnival City (1997)
- Socarobics (1997)
- Soca Frenzy (1998)
- Soca Tremor (1999)
- Soca Fire Inna Jamdown Stylee
- Jump and Wave For Jesus (1999)
- Soca Thriller (2000)
- Soca Vibes (2001)
- Caribbean Sty-Lee (2002)
- Sexy Body (2003)
- Jamaica Ska & Other Jamaican Party Anthems (2004)
- Sweet Music (2004)
- Soca Royal (2008)
- The Man And His Music (2010)

### NPO Radio 2 Top 2000
| Nummer met noteringen in de NPO Radio 2 Top 2000      | '99 | '00  | '01  | '02  | '03  | '04  | '05 | '06  |
| ----------------------------------------------------- | --- | ---- | ---- | ---- | ---- | ---- | --- | ---- |
| Only a Fool Breaks His Own Heart (met Mighty Sparrow) | 830 | 1281 | 1851 | 1754 | 1930 | 1719 | -   | 1890 |

1. ↑  Een '-' betekent dat het nummer niet was genoteerd en een vetgedrukt getal geeft de hoogste notering aan.
2. ↑  Deze tabel is bijgewerkt tot en met de laatste editie (2024).